# Scott Mills

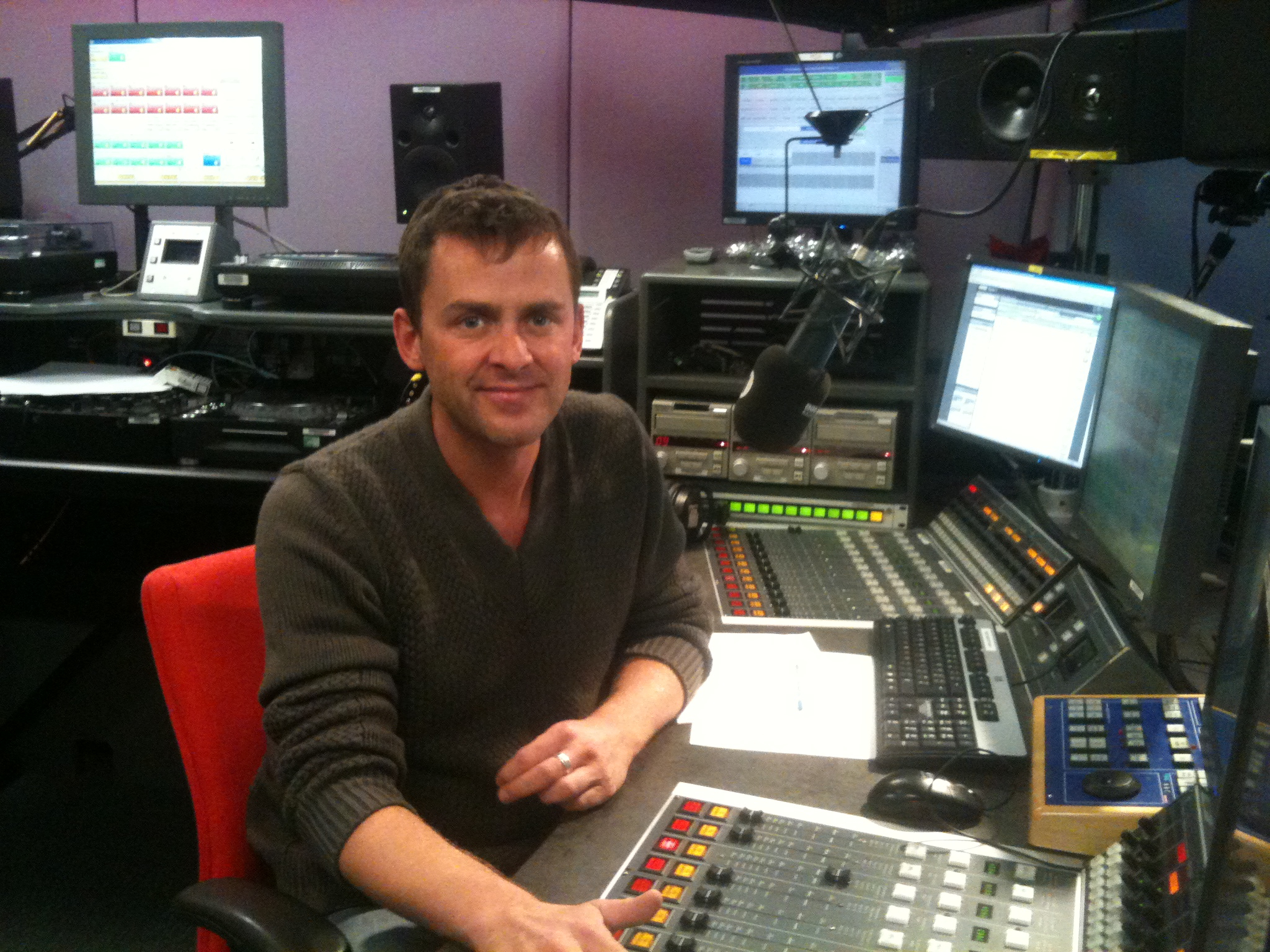
Scott Mills dans les studios de BBC Radio 1 en 2011

Scott Robert Mills (né le 28 mars 1974) est un animateur de radio et de télévision britannique.

## Biographie
Scott Mills grandit à Southampton et va au Crestwood College.
Ses parents se séparent, mais continuent à travailler parfois ensemble dans le milieu artistique.
Mills fait connaître son homosexualité en 2001 pour éviter la spéculation de la presse people.
Le pont au-dessus de l'autoroute britannique M3 à Fleet services est baptisé en son nom le 16 mars 2016.

## Carrière

### Radio
Mills commence sa carrière à 16 ans comme DJ dans la station locale de Southampton Power FM après lui avoir envoyé des cassettes démos. Il vient ensuite sur GWR FM Bristol pendant deux ans puis sur Key 103 à Manchester. En 1995, il travaille pour la radio de Londres Heart 106.2.
Mills fait des voix off pour la radio de Homebase, les publicités de Blockbuster Video ou pour The VH1 Album Chart.
BBC Radio 1
Scott Mills rejoint BBC Radio 1 en 1998 pour animer la tranche entre 4 heures et 7 heures. En janvier 2004, Mills passa à un créneau d'après-midi le week-end pendant un peu plus de six mois, mais en juillet 2004, il remplace Sara Cox, animatrice pendant la semaine. Comme elle décide de ne pas revenir, l'émission devient le The Scott Mills Show. Il anime l'été The Radio 1 Breakfast Show ou le Top 50.
Le Scott Mills Show, tel qu'il est actuellement présenté, se déroule du lundi au vendredi de 13h à 16h et est actuellement coprésenté par Chris Stark.

### Spectacle
Le 14 mai 2009, on annonce qu'une comédie musicale basée sur la vie de Scott Mills sera présentée au festival d'Édimbourg 2009. La comédie musicale dure trois nuits du 11 au 13 août au Pleasance One Theatre à Édimbourg. La comédie musicale est née d'une rumeur sur Internet selon laquelle Mills jouerait dans Rick Rolling The Musical comme Rick Astley et d'autres musiciens des années 1980. Il nie cette rumeur sur son émission de radio et les suggestions des auditeurs pour créer une comédie musicale basée sur sa vie devient une réalité. Certaines chansons pour la comédie musicale sont composées et envoyées par les auditeurs de son émission de radio.
Mills fait un autre spectacle pour 2010. Il a été mis au défi de faire un one-man show, comme l'ont fait ses coanimateurs Rebecca Huxtable et Mark Chapman. Mills donne 'The Bjorn Identity, l'histoire de Jason Bjorn, un Jason Bourne qui se croit Björn Ulvaeus.

### Télévision
En plus de la radio, Scott Mills fait parfois des apparitions à la télévision. Il joue parfois son propre rôle. Il est le journaliste Carl Land dans la série Casualty dans des épisodes de 2006 et 2007.
Il est invité dans des jeux comme Mastermind, Supermarket Sweep, Children in Need, Hollyoaks, Most Haunted ou Never Mind the Buzzcocks.
Il est, avec Edith Bowman, le narrateur de The Pop Years. Il présente des programmes de grande envergure, notamment le tirage au sort de la National Lottery du mercredi soir sur BBC 1.
En février 2011, il présente sur BBC Three un documentaire The World's Worst Place to Be Gay?.
Il participe à la douzième édition de Strictly Come Dancing en 2014 avec comme partenaire la danseuse Joanne Clifton.
Pour le Royaume-Uni au Concours Eurovision de la chanson, il présente le vote du pays ou commente les demi-finales depuis 2010.

## Source de la traduction
- (en) Cet article est partiellement ou en totalité issu de l’article de Wikipédia en anglais intitulé « Scott Mills » (voir la liste des auteurs).